# Aarrujaup Qinngua
Aarrujaup Qinngua ist ein Fjord an der Baffininsel im kanadischen Territorium Nunavut. Der Fjord liegt an der Davisstraße.
Aarrujaup Qinngua ist 2,3 Kilometer breit und 5,5 Kilometer tief. Es bildet den hintersten Teil des Clyde Inlets.